# ماراتون (فلوریدا)
ماراتون (به انگلیسی: Marathon) شهری در شهرستان مونرو، فلوریدا است که در سال ۱۹۹۹ بنیان‌گذاری شده‌است. این شهر طبق سرشماری سال ۲۰۱۰ میلادی، ۸٬۲۹۷ نفر جمعیت داشته و مساحت آن نیز ۲۵٫۰ کیلومتر مربع است.